# Desa Tiwu Riwung
Desa Tiwu Riwung (indonesiska: Desa Tiwuriwung) är en administrativ by i Indonesien.   Den ligger i kabupatenet Kabupaten Manggarai och provinsen Nusa Tenggara Timur, i den centrala delen av landet, 1 500 km öster om huvudstaden Jakarta.